# Оковита Клавдія Онисимівна
Клавдія Онисимівна Окови́та (нар. 5 березня 1931 року, с. Великий Бурлук Великобурлуцького району — пом. 26 лютого 2021, смт Великий Бурлук, Великобурлуцька територіальна громада, Куп'янський район Харківської області) — українська педагогиня, історикиня, краєзнавиця, шкільна учителька, громадський діяч, Почесна громадянка Великобурлуцького району.
Вона близько 15 років очолювала Великобурлуцький краєзнавчий музей та є авторкою низки краєзнавчих досліджень.

## Біографія
Клавдія Оковита народилася 5 березня 1931 року у с. Великий Бурлук на Харківщині у сім'ї селян-колгоспників. У неї було ще троє братів. Найстарший з них — Іван доглядав за маленькою сестричкою, поки мати працювала у полі.
У роки Другої світової війни двоє старших братів зникли безвісти, а батько Клавдії вже за місяць після повернення з армії помер від ран.
Через матеріальну скруту вона полишила шкільне навчання після 7 класу, оскільки сім'я не могла оплатити навчання у старшій школі, та стала працювати у колгоспі. Проте вчителям вдалося добитися, щоби Клавдія Оковита продовжила навчання у школі.
Освіту педагога здобула у Харківському державному педагогічному інституті імені Григорія Сковороди.
Після цього повернулась до Великого Бурлука і все життя до часу виходу на пенсію була вчителем історії у Великобурлуцькій середній школі, мала звання «старшого учителя».
У 1968 році брала участь як делегат III з'їзду вчителів Української РСР у Києві.
Майже 15 років вона очолювала Великобурлуцький краєзнавчий музей, де проводила екскурсії для відвідувачів. Вона багато уваги та зусиль приділила збору колекції краєзнавчого музею, оформленню експозицій, систематизації експонатів та матеріалів.
Також Клавдія Оковита є автором ідеї та опису прапора Великобурлуцької громади, вона ініціаторка встановлення меморіальної дошки партизанам і підпільникам Великого Бурлука, а також пам'ятного знаку отаману Скидану, який, за однією з версій, вважається засновником Великого Бурлука.
Померла Клавдія Оковита 26 лютого 2021 у смт Великий Бурлук. Похована на кладовищі села Заміст.

## Громадська діяльність
Клавдія Оковита більше 30 років входить до складу президії Великобурлуцької районної ради ветеранів.
Також вона брала участь у створенні багатьох сценаріїв до заходів у Великому Бурлуку.

## Творчий доробок
Саме матеріали Великобурлуцького краєзнавчого музею, директоркою якого була Клавдія Оковита, став основою для її краєзнавчих видань.
Вона переконана у тому, що «Велесова книга», яка була знайдена у садибі Задонських полковником Алі Ізенбеком, існувала насправді, оскільки житель Великого Бурлука Віталій Келиберда розповів, що його мати Федора була прибиральницею і пралею у Задонських і вона багато разів протирала скриньку, у якій, як казала Катерина Задонська зберігається дуже велика цінність. І, за словами Віталія Келиберди, його мати допомогла зібрати з підлоги дерев'яні дощечки.
Кладія Оковита є авторкою низки книжок з історії Великого Бурлука та Великобурлуцького району.
- Оковита К. О. Великобурлуччина (сторінки історії). — Харків: МСУ, 2000. — 528 с. — 3000 прим. — ISBN 966-7383-19-9
- Оковита К. О. Великий Бурлук — етапи великого шляху. — Харків, 2002. — 56 с.
- Оковита К. О. Великобурлуцький район, 1923—2003 рр. — Харків, 2003. — 100 с. — 250 прим.
- Оковита К. О. Ратоборці землі бурлуцької. — Вовчанськ, 2005. — 434 с. — 1000 прим. — ISBN 326-3423-20-5
- Оковита К. О. Великий Бурлук на хвилях віків. — Балаклія: Видавничий будинок «Балдрук», 2008. — 200 с. — 500 прим. — ISBN 978-966-2138-04-7
- Оковита К. О. Пам'ятки семи чудес. — Харків: ВПП «Контраст», 2012. — 128 с. — 500 прим. — ISBN 978-966-8855-81-8
- Оковита К. О. Слава і гордість краю бурлуцького. — Харків: ВПП «Контраст», 2017. — 192 с. — 1896 прим. — ISBN 978-617-7405-08-4.

Книга «Пам'ятки семи чудес» була подана на конкурс на здобуття премії імені Івана Франка у галузі інформаційної діяльності у 2013 році
Твори Кладії Оковитої не одноразово ставали основою для експозицій та тематичних виставок у Великобурлуцькій центральній районній бібліотеці.

## Відзнаки на нагороди
Клавдія Оковита відзначена державними відзнаками, медалями, відзнаками Міністерства освіти, іншими відзнаками:
- відзнакою Президента України — ювілейною медаллю «25 років Незалежності України» «за значні особисті заслуги у становленні незалежної України, утвердженні її суверенітету та зміцненні міжнародного авторитету, вагомий внесок у державне будівництво, соціально-економічний, культурно-освітній розвиток, активну громадсько-політичну діяльність, сумлінне та бездоганне служіння Українському народу» (2016)[19][20]
- медаль «За доблесну працю у Великій Вітчизняній війні 1941—1945 рр.»
- медаль «Ветеран праці»
- Відмінник народної освіти УРСР
- Почесна грамота Міністерства освіти України
- лауреат конкурсу «Жінка року — 2003»
- лауреат регіонального конкурсу «Печенізьке поле»
- Почесна грамота Харківської обласної державної адміністрації «3а багаторічну плідну працю, високий рівень професійної майстерності, вагомі трудові здобутки, активну громадську позицію та з нагоди Дня Великобурлуцької територіальної громади» (2018)[21][22]
- Почесна громадянка Великобурлуцького району[23] ·
- Почесний краєзнавець Великобурлуччини (2013)[24]
- відзнаки районної ради[25]
- обласні та районні грамоти за педагогічну майстерність